# Великоніг буродзьобий
Великоніг буродзьобий (Talegalla jobiensis) — вид куроподібних птахів родини великоногових (Megapodiidae).

## Поширення
Вид поширений в північній та східній частині Нової Гвінеї. Живе у тропічний і субтропічний низовинних та гірських дощових лісах.

## Опис
Великий птах, завдовжки 54-61 см, вагою 1,5-1,7 кг.

## Спосіб життя
Живиться насінням, опалими плодами та наземними безхребетними. Гніздиться у великих курганах з суміші піску, листя та інших рослинних решток, де тепло, що утворюється при розкладанні органічного матеріалу, служить для інкубації яєць. Будівництво та обслуговування курганів, які можуть досягати 4,5 м у висоту та 9 м у діаметрі, відбувається протягом року.

## Підвиди
- Talegalla jobiensis jobiensis A.B.Meyer, 1874
- Talegalla jobiensis longicaudus A.B.Meyer, 1891